# Mimillaena rufescens
Mimillaena rufescens är en skalbaggsart som beskrevs av Stefan von Breuning 1958. Mimillaena rufescens ingår i släktet Mimillaena och familjen långhorningar. Inga underarter finns listade i Catalogue of Life.